# Скандинавія
Скандина́вія (лат. Scadinauia, дан. і швед. Skandinavien, норв. Skandinavia) — субрегіон у Північній Європі, що характеризується міцними історичними, культурними та мовними зв’язками між народами, що входять до її складу. Під Скандинавією найчастіше розуміють Данію, Норвегію та Швецію. Іноді також цей термін може стосуватися Скандинавського півострова (який не включає Данію, але включає частину північної Фінляндії).

Скандинавія відповідно до місцевого визначення
Розширене використання в українській, яке включає Ісландію, Фарерські острови, Аландські острови й Фінляндію.

При вжитку українською мовою термін «Скандинавія» також іноді стосується Скандинавського півострова або ширшого регіону, який включає Фінляндію та Ісландію і Фарерські острови та Аландські острови. Цей широкий регіон, як правило, знаний як нордичні країни. Як правило, не розглядаються як частина Скандинавії віддалені норвезькі острови Шпіцберген (Свальбард) та Ян-Маєн, а також Гренландія, яка є складовою частиною Королівства Данія. Клімат: Найхолодніший місяць року в Норвегії — це березень. У цей час випадає сніг, значно опускається температура повітря і починаються сильні морози.
Географія субрегіону різноманітна: від норвезьких фіордів на заході та Скандинавських гір, що охоплюють частини Норвегії та Швеції, до низинних і рівнинних районів Данії на півдні, а також архіпелагів і озер на сході. Більшість населення регіону проживає в більш помірних південних регіонах, а північні частини мають довгі холодні зими.
Регіон став відомим в епоху вікінгів, коли скандинавські народи брали участь у широкомасштабних набігах, завоюваннях, колонізації та торгівлі переважно по всій Європі. Вони також використовували свої довгі кораблі для досліджень, ставши першими європейцями, які досягли Північної Америки. Ці подвиги сприяли створенню Імперії Північного моря, яка охоплювала значні частини Скандинавії та Сполученого Королівства, хоча це було відносно недовго. Зрештою Скандинавія була християнізована, і в наступні століття відбулися різні політичні унії скандинавських націй, наприклад Кальмарська унія Данії, Норвегії та Швеції, яка проіснувала понад 100 років, доки шведський король Ґустав I Ваза не привів Швецію до незалежності. Також відбувалися численні війни між народами, які сформували сучасні кордони. Останньою політичною унією була Шведсько-норвезька унія, яка закінчилася в 1905 році.
У сучасний час регіон процвітає, а економіки держав є одними з найсильніших у Європі. Швеція, Данія, Норвегія, Ісландія та Фінляндія зберігають системи соціального забезпечення, які вважаються щедрими, а економічну та соціальну політику цих держав називають «нордичною моделлю».

## Етимологія
Назва вказаної групи країни походить від слова «Скандія», яким в античний час і пізніше в раннє середньовіччя позначали території, що лежали на півночі від Балтики. Це латинізоване слово германського походження початково було близьке до понять «темряви, мороку, туману» і використовувалося в північних германців, як і в деяких інших народів Північної Європи, для визначення поняття «північ» (фінською «похйола» — «країна мороку» або «північ»; поморське і північноруське «північ» — «північне спрямування», «північник» — північно-східний вітер, норд-ост).

## Географія

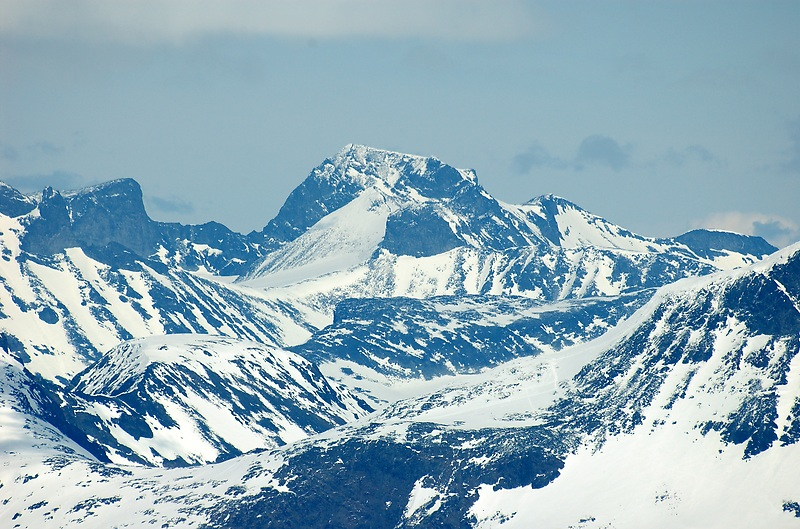
Ґальгепігген є найвищою точкою Скандинавії та є частиною Скандинавських гір.

Географія Скандинавії надзвичайно різноманітна. Примітними є норвезькі фіорди, Скандинавські гори, що охоплюють більшу територію Норвегії та частини Швеції, плоскі низинні території в Данії та архіпелаги Фінляндії, Норвегії та Швеції. У Фінляндії та Швеції є багато озер і морен, спадщина льодовикового періоду, який закінчився близько десяти тисячоліть тому.
Південні регіони Скандинавії, які також є найбільш густонаселеними регіонами, мають помірний клімат. Скандинавія простягається на північ від Полярного кола, але має відносно м'яку погоду для своєї широти через Гольфстрим. Багато Скандинавських гір мають клімат альпійської тундри.
Клімат змінюється з півночі на південь і із заходу на схід: морський клімат західного узбережжя (Cfb), типовий для західної Європи, домінує в Данії, найпівденнішій частині Швеції та вздовж західного узбережжя Норвегії, що досягає півночі до 65° пн.ш., з орографічним підйом дає більше мм/рік опадів (<5000 мм) у деяких районах західної Норвегії. Центральна частина – від Осло до Стокгольма – має вологий континентальний клімат (Dfb), який поступово змінюється місцем субарктичного клімату (Dfc) далі на північ і прохолодного морського клімату західного узбережжя (Cfc) уздовж північно-західного узбережжя. Невелика територія вздовж північного узбережжя на схід від мису Нордкап має тундровий клімат (Et) через брак літнього тепла. Скандинавські гори блокують м’яке та вологе повітря, що надходить із південного заходу, тому на півночі Швеції та на плато Фіннмарксвідда в Норвегії випадає мало опадів і холодні зими. Великі території в Скандинавських горах мають клімат альпійської тундри.
Найтепліша температура, коли-небудь зареєстрована в Скандинавії, становить 38,0 °C у Моліллі (Швеція). Найнижча зареєстрована температура становить −52,6 °C у Вуоґґатйолме, Ар'єплог (Швеція).  Найхолоднішим місяцем був лютий 1985 року в Віттангі (Швеція) із середнім −27,2 °C.
Південно-західні вітри, які додатково нагріваються вітром фен, можуть забезпечити теплу температуру у вузьких норвезьких фіордах взимку. У Тафйорді було зафіксовано 17,9 °C у січні, а в Сунндалі – 18,9 °C у лютому.

## Мови
Дві мовні групи співіснували на Скандинавському півострові з доісторичних часів — північногерманські мови (скандинавські мови) та уральські мови, саамські та фінська.
Більшість людей у Скандинавії сьогодні розмовляють скандинавськими мовами, які походять від давньоскандинавської, якою розмовляли давні германські племена на півдні Скандинавії. Континентальні скандинавські мови — данська, норвезька та шведська — утворюють діалектний континуум і вважаються взаємозрозумілими. З іншого боку, острівні скандинавські мови — фарерська та ісландська — лише частково зрозумілі носіям континентальних скандинавських мов, але вони зберегли більше архаїчних рис.
Уральські мови лінгвістично не пов'язані зі скандинавськими мовами. Фінська мова є мовою більшості у Фінляндії та визнаною мовою меншини у Швеції. Мянкіелі та квенська мова, які іноді вважаються діалектами фінської мови, є визнаними мовами меншин у Швеції та Норвегії. Саамські мови є мовами корінних меншин у Скандинавії, якими розмовляють саами на півночі Скандинавії.

### Північногерманські мови

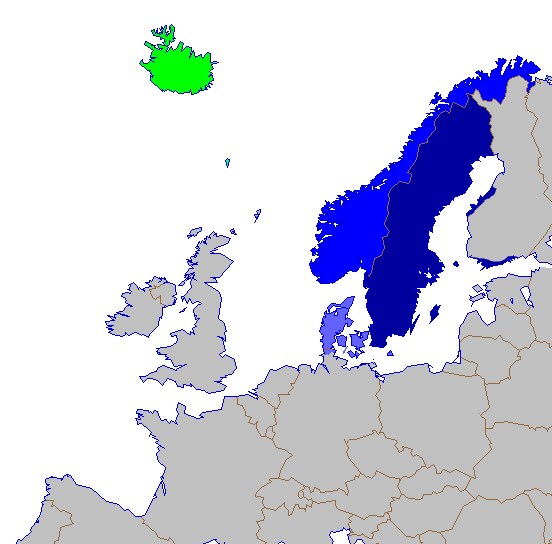
Поширення і класифікація північногерманських або скандинавських мов:
Ісландська мова
Фарерська мова
Норвезька мова
Шведська мова
Данська мова

Північногерманські мови Скандинавії традиційно поділяються на східноскандинавську гілку (данська та шведська) та західноскандинавську гілку (норвезька, ісландська та фарерська), але через зміни, що відбуваються в мовах після 1600 років східноскандинавська та західноскандинавська гілки зараз реконфігуруються в Острівні скандинавські (ö-nordisk / øy-nordisk) з ісландською та фарерською та континентально-скандинавські мови (Skandinavisk), що включає данську, норвезьку та шведську мови.
Сучасний поділ базується на ступені взаємної зрозумілості мов двох гілок. Населення скандинавських держав зі спільним скандинавським корінням у мові може — принаймні з деякою підготовкою — розуміти стандартизовані мови одне одного, коли вони з’являються в пресі та лунають на радіо та телебаченні.
Причина, по якій данська, шведська та дві офіційні письмові версії норвезької мови (нюношк і букмол) традиційно розглядаються як різні мови, а не діалекти однієї спільної мови, полягає в тому, що кожна з них є загальноприйнятою стандартною мовою в кожній з держав, як-от сербохорватська мова.
Данська, шведська та норвезька мови з часів середньовіччя різною мірою зазнали впливу середньонижньонімецької та стандартної німецької мов. Цей вплив був зумовлений не лише близькістю, а й пануванням Королівства Данія — а пізніше Данії-Норвегії — над німецькомовним регіоном Гольштейн, а також тісною торгівлею Швеції з Ганзейським союзом.
Норвежці звикли до варіацій і можуть сприймати данську та шведську лише як трохи віддаленіші діалекти. Це тому, що вони мають два офіційних письмових стандарти. Норвежці сильно тримаються місцевих діалектів. Жителі Стокгольма (Швеція) та Копенгагена (Данія) мають найбільші труднощі з розумінням інших скандинавських мов. На Фарерських островах та в Ісландії вивчення данської є обов’язковим. Це призводить до того, що фарерці та  ісландці стають двомовними двома дуже різними північногерманськими мовами, що робить для них легко розуміння інших материкових скандинавських мов.
Хоча Ісландія перебувала під політичним контролем Данії до набагато пізнішої дати (1918), в ісландській мові було дуже мало впливу та запозичень з данської мови. Ісландська мова залишалася улюбленою мовою серед правлячих класів Ісландії. Данська мова не використовувалася для офіційного спілкування, більшість королівських чиновників були ісландського походження, а мова церкви та судових органів залишалася ісландською.

### Уральські мови

#### Фінська мова

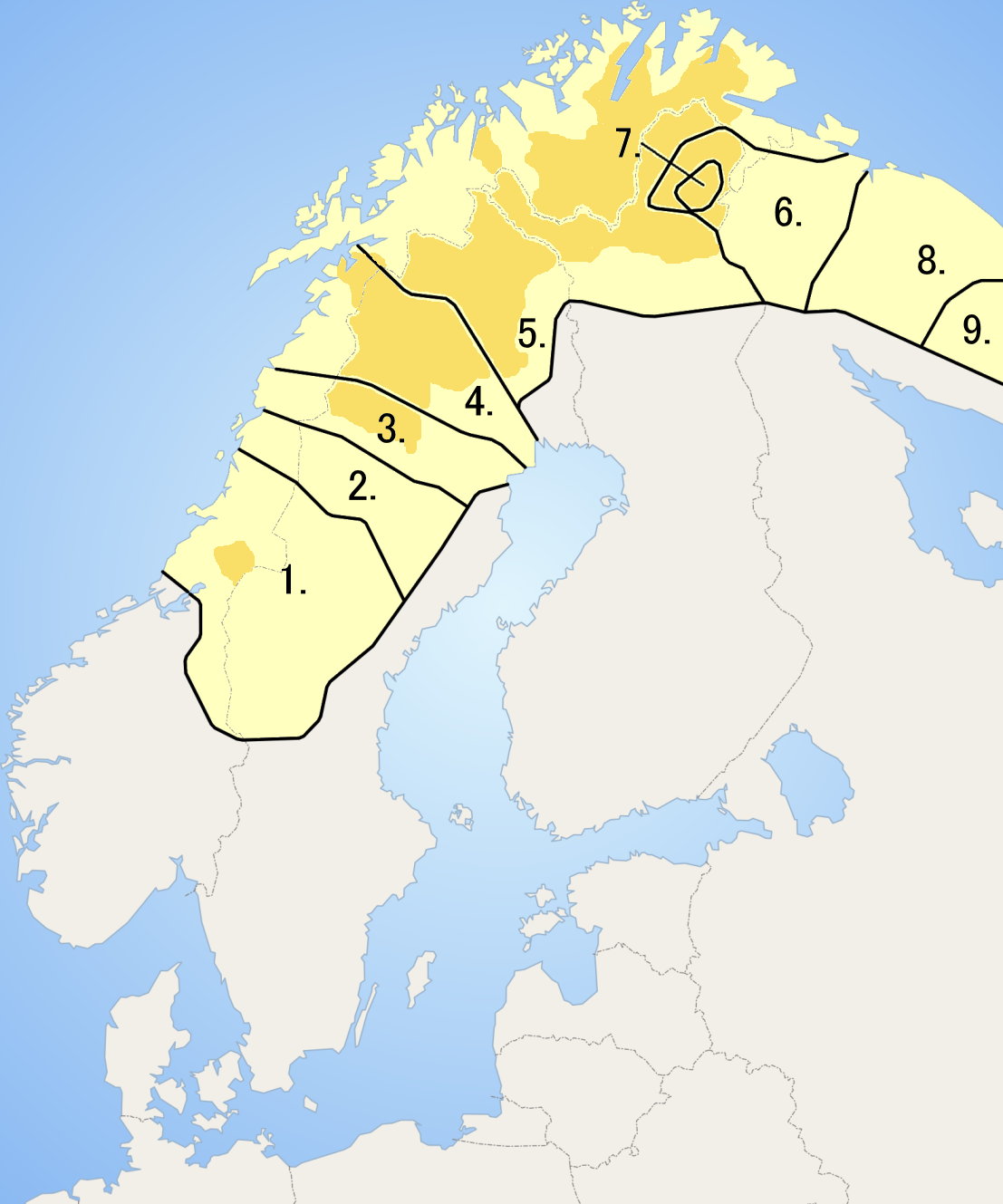
Історичне поширення саамських мов.

Скандинавські мови (як мовна сім’я) не пов’язані з фінською та саамськими мовами, які як уральські мови є віддаленими спорідненими один з одним. Через близьке розташування у фінській і саамській мовах є багато запозичень зі шведської та норвезької мов. Тривала історія лінгвістичного впливу шведської на фінську також пов’язана з тим, що ця шведська мова була домінуючою мовою, коли Фінляндія була частиною Швеції. Фінськомовні мусили вивчити шведську, щоб просуватися на вищі посади. Шведська мова, якою розмовляють у сучасній Фінляндії, містить багато слів, запозичених із фінської, тоді як письмова мова залишається ближчою до шведської.
Фінляндія офіційно має дві державні мови, причому фінська та шведська мають переважно однаковий статус на національному рівні. Більшість населення Фінляндії складають фіни, рідною мовою яких є фінська (приблизно 95%). Шведськомовні проживають переважно на узбережжі, починаючи приблизно від міста Порвоо (швед. Borgå) (у Фінській затоці) до міста Коккола (швед. Karleby) (у Ботнічній затоці). Шведськомовне населення розподілене становить приблизно 5% населення Фінляндії. Прибережна провінція Пог'янмаа має шведськомовну більшість, тоді як багато районів на цьому узбережжі є майже повністю фінськомовним, як-от регіон Сатакунта. Аландські острови, автономна провінція Фінляндії, розташована в Балтійському морі між Фінляндією та Швецією, повністю шведськомовна. Діти вивчають іншу офіційну мову в школі: для шведськомовних це фінська (зазвичай з 3-го класу), а для фінськомовних — шведська (зазвичай з 3-го, 5-го або 7-го класу).
Носії фінської мови складають мовну меншину в Швеції та Норвегії. Мянкіелі та квенська мова є фінськими діалектами, якими розмовляють у шведській Лапландії та норвезької Лапландії.

### Саамські мови
Саамські мови є мовами корінних меншин у Скандинавії. Вони належать до власної гілки уральської мовної сім’ї та не пов’язані з північногерманськими мовами, окрім деяких граматичних (особливо лексичних) характеристик, що є результатом тривалого контакту. Саамські мови поділяється на кілька мов або діалектів. Градація приголосних є особливістю як у фінській мові, так і в північносаамській мові, але її немає в південносаамській мові, яка, як вважається, має іншу історію розвитку. За даними Саамського інформаційного центру саамського парламенту Швеції, південносаамська мова могла виникнути в результаті більш ранньої міграції з півдня на Скандинавський півострів.

### Інші мови
Німецька мова є визнаною мовою меншини в Данії. Нещодавні міграції додали ще більше мов. Крім саамських мов і мов груп меншин, які розмовляють варіантом мови більшості сусідньої держави, їдиш, циганська чиб/романська, скандоциганська та карельська є одними з тих, що охороняються в деяких частинах Скандинавії відповідно до Європейської хартії регіональних мов або мов меншин.

## Історія

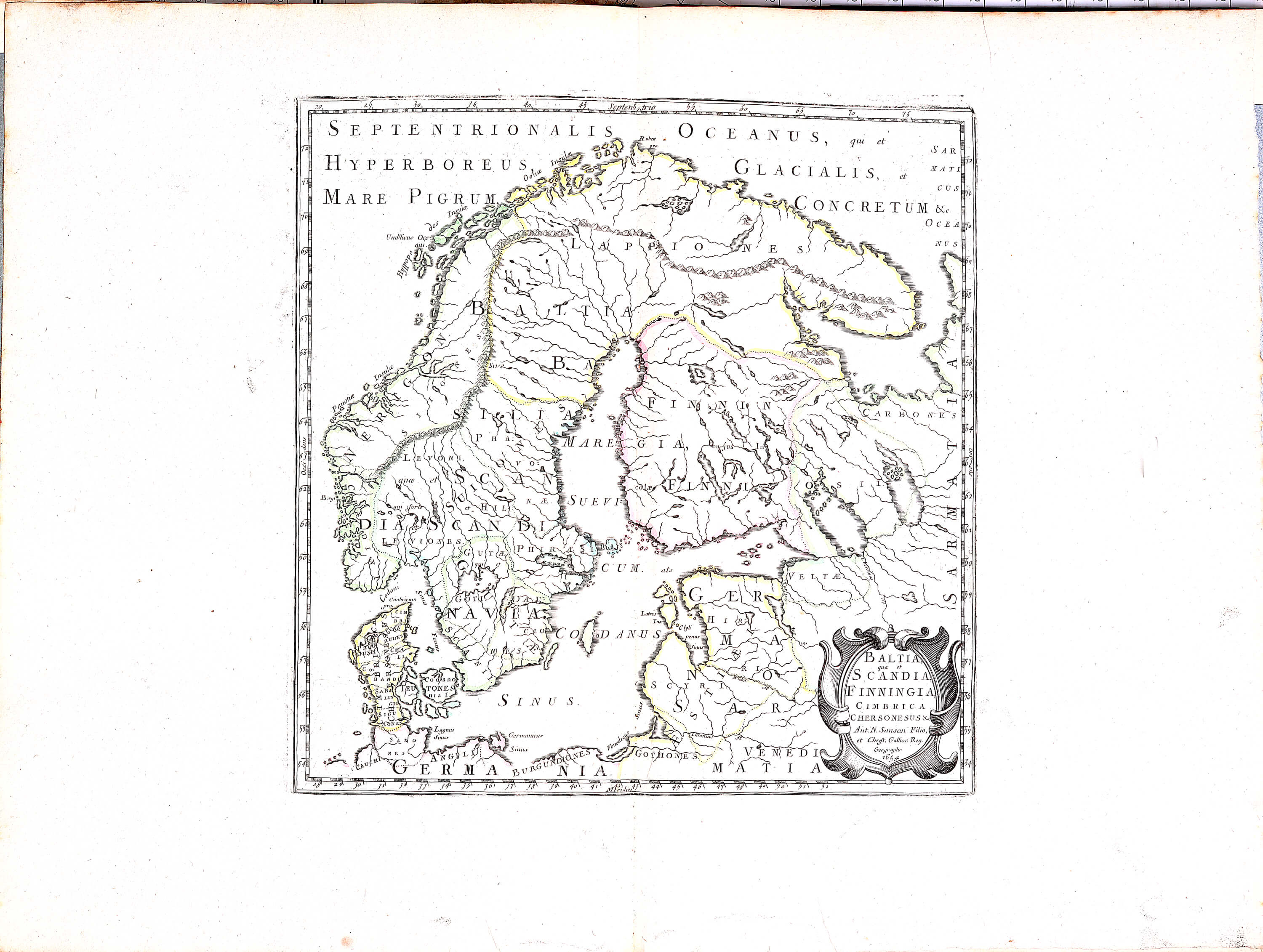
Нікола Сансон. Мапа Скандинавії. 1651

Північногерманські племена в першій половині I століття колонізували Скандинавію. Протягом багатьох століть скандинавські держави об'єднувалися в різні політичні унії.

### Старовинні описи
Ключовий стародавній опис Скандинавії надав Пліній Старший, хоча він згадує Scatinavia і навколишні території не завжди легко розшифрувати. Пишучи як римський адмірал, він представляє північний регіон, заявляючи своїм римським читачам, що в цьому районі є 23 острови «Romanis armis cognitae» («відомі римській зброї»). Згідно з Плінієм, «клариссіма» («найвідоміший») островів регіону — Scatinavia, невідомого розміру. Там живуть Хіллевіони. Віра в те, що Скандинавія була островом, набула широкого поширення серед класичних авторів протягом I століття та домінувала в описах Скандинавії в класичних текстах протягом наступних століть.
Пліній починає свій опис шляху до Scatinavia, маючи на увазі гору Саєво (mons Saevo ibi), затока Коданус («Codanus sinus») і Кімбрійський мис. На думку деяких вчених, Saevo це гірське узбережжя Норвегії біля входу в Скагеррак, а Кімбрійський півострів — це Скаген, північний край Ютландії, Данія. Можливо, Saevo і Scatinavia це те саме місце.
Пліній Старший ще раз згадує про Скандинавію: у книзі VIII він каже, що тварина під назвою achlis (подається в знахідному відмінку) народився на острові Скандинавія. Тварина пасеться, має велику верхню губу та деякі мітичні атрибути.
Назва Scandia, яка пізніше стала синонімом Scandinavia, також з'являється в «Природничій історії» Плінія, але використовується для позначення групи північноєвропейських островів, які він розташовує на північ від Британії. Таким чином, у тексті Плінія Scandia не позначає острів Scadinavia. Ідею про те, що Scadinavia могла бути Scandiae висунув Птолемей (бл. 90 - бл. 168 рр. н.е.), математик, географ і астролог римського Єгипту. Він використовував назву Skandia для найбільшого східного з трьох скандинавських островів, які, за його словами, були розташовані на схід від Ютландії.

### Епоха вікінгів
Епоха вікінгів у Скандинавії тривала приблизно з 793 по 1066 рік нашої ери, і скандинави брали участь у широкомасштабних набігах, колонізації, завоюваннях і торгівлі по всій Європі та за її межами. У цей період відбулося велике розширення завойованих скандинавами територій і досліджень. Використовуючи свої передові довгі кораблі, вони дісталися аж до Північної Америки, будучи першими європейцями, кому це вдалося. У цей час скандинавів приваблювали заможні міста, монастирі та дрібні королівства за кордоном на Британських островах, Ірландії, Балтійському узбережжі та Нормандії, які ставали вигідними цілями для набігів. Скандинави, головним чином із сучасної Швеції, відомі як варяги, також вирушили на схід до території сучасної Росії, здійснюючи набіги річковими торговими шляхами. У цей період також відбулося об’єднання між різними скандинавськими королівствами, що завершилося розквітом Імперії Північного моря, яка включала значні частини Скандинавії та Великої Британії.
Ця експансія та завоювання призвели до утворення кількох королівств, графств і поселень по всій Європі, таких як Королівство Островів, Графство Оркні, Скандинавський Йорвік, Данелаг, Королівство Дублін, Нормандське герцогство та Київська Русь. Фарерські острови, Ісландія та Ґенландія також були заселені скандинавами в цей час. Нормани, руси, жителі Фарерських островів, ісландці та скандинавські ґалли — усі вони вийшли з цих скандинавських експансій.

### Середньовіччя

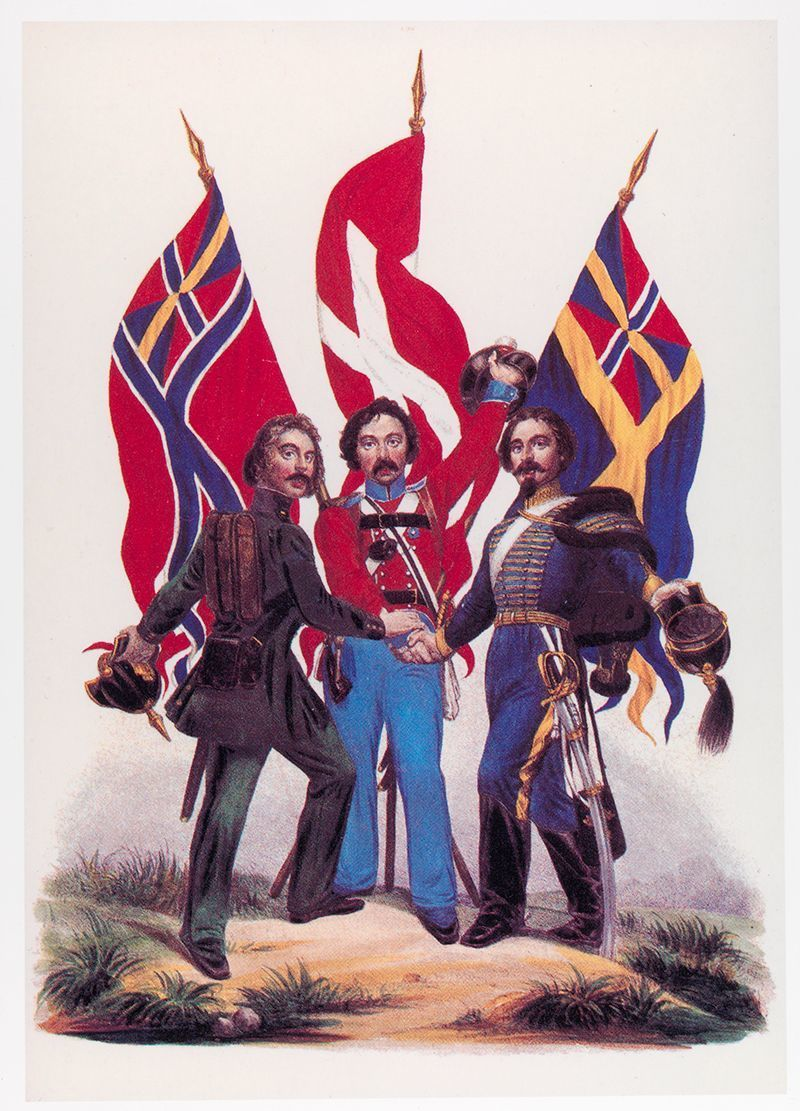
Скандинавістичний плакат XIX століття з норвезьким, данським і шведським солдатами, що тиснуть руки за ідею скандинавізму.

У період християнізації та утворення держав у X-XIII століттях численні дрібні германські царства та вожді були об'єднані в три царства:
- Данія, утворена з Данських земель (Ютландія, Зеландія і Сканія) на Скандинавському півострові.
- Швеція, утворена зі Шведських земель на Скандинавському півострові (крім провінцій  Богуслен, Гер'єдален, Ємтланд й Ідре і Серна, Галланд, Блекінге і Сканія сучасної Швеції, але включаючи більшу частину сучасної Фінляндії).
- Норвегія (включаючи Богуслен, Гер'єдален, Ємтланд й Ідре і Серну на Скандинавському півострові й острівні колонії Ісландія, Гренландія, Фарерські, Шетландські, Оркнейські й Гебридські острови, а також Острів Мен).

Три скандинавські королівства 1387 року об'єдналися в Кальмарську унію під короною королеви Марґрете I Данська. 1523 року за правління Густава I Швеція залишила унію. Внаслідок цього в Норвегії й Данії спалахнула громадянська війна, після чого почалася реформація. Внаслідок цього в Норвегії й Данії спалахнула громадянська війна, після чого почалася Реформація. Персональна унія, укладена Данією та Норвегією в 1536 році, тривала до 1814 року. Згодом з цього союзу виникли три держави-правонаступники: Данія, Норвегія та Ісландія.
Кордони країн Скандинавії отримали свої сучасні обриси у середині XVII століття, коли за умовами Бремсебруського миру 1645 року землі Гер'єдален, Ємтланд та Ідре і Серна відійшли від Данії-Норвегії до Швеції, так само як й острови Готланд і Сааремаа у Балтійському морі. Роскілльський мир, підписаний 1658 року, змусив Данію-Норвегію віддати Швеції данські землі Сканія, Блекінге, Галланд, Борнгольм і норвезькі землі Тренделаг і Богуслен. За умовами Копенгагенського миру, укладеного 1660 року, Швеція була вимушена повернути Данії-Норвегії Борнгольм і Тренделаг і відмовитися від своїх недавніх претензій на острів Фюн.
Що до скандинавського сходу, то Фінляндія була повноцінною частиною Швеції від часів Середньовіччя до наполеонівських воєн, коли вона відійшла до Російської імперії. Попри часті війни протягом багатьох років після утворення трьох королівств, країни Скандинавії лишалися політично та культурно близькими.

### Скандинавські унії

Кальмарська унія станом на 1400 рік

Данія-Норвегія як історіографічна назва відноситься до колишньої політичної унії, що складася з королівств Данії та Норвегії, включно з норвезькими залежними Ісландією, Ґренландією та Фарерськими островами. Під час правління Данії, Норвегія зберегла окремі закони, монети та армію, а також деякі установи, такі як королівський канцлер. Стара королівська лінія Норвегії вимерла зі смертю Олафа IV у 1387 році.
Кільський договір (14 січня 1814 р.) формально розірвав дано-норвезьку унію і передав власну територію Норвегії королю Швеції, але Данія зберегла заморські володіння Норвегії. Однак широкий опір Норвегії перспективі унії зі Швецією спонукало губернатора Норвегії, кронпринца Крістіана Фредеріка (пізніше Кристіана VIII з Данії ), скликати установчі збори в Ейдсволлі в квітні 1814 року. Збори склали ліберальну конституцію і обрали на престол Норвегії Кристіана Фрідріха. Після шведського вторгнення влітку мирні умови Мосської конвенції (14 серпня 1814 р.) визначили, що король Кристіан Фредерік повинен піти у відставку, але Норвегія збереже свою незалежність і свою конституцію в рамках персональної унії зі Швецією. Кристіан Фредерік офіційно зрікся престолу 10 серпня 1814 року та повернувся до Данії. Норвезький парламент Стортинг 4 листопада обрав шведського короля Карла XIII королем Норвегії.
Стортинг розірвав унію між Швецією та Норвегією в 1905 році, після чого норвежці обрали данського принца Карла королем Норвегії: він правив як Гокон VII.

## Економіка
Економіка держав Скандинавії є однією з найсильніших у Європі. У Данії, Фінляндії, Ісландії, Норвегії та Швеції існує щедра система соціального забезпечення.

### Туризм
Різноманітні рекламні агенції скандинавських країн, такі як Норвезька трекінгова асоціація, Шведська туристична асоціація та Сполучені Штати ( Американо-скандинавський фонд, заснований у 1910 році американцем данського походження промисловцем Нільсом Поульсеном), служать просуванню ринкових і туристичних інтересів у регіон. Сьогодні п’ять глав скандинавських держав виступають патронами організації, і згідно з офіційною заявою організації, її місія полягає в «просуванні скандинавського регіону в цілому, одночасно збільшуючи помітність Данії, Фінляндії, Ісландії, Норвегії та Швеції в Нью-Йорку і Сполучених Штатах». Офіційні туристичні ради Скандинавії іноді співпрацюють під однією парасолькою, як-от Скандинавська туристична рада. Співпраця була розпочата для азійського ринку в 1986 році, коли Шведська національна туристична рада приєдналася до Данської національної туристичної ради для координації міжурядової реклами двох держав. Уряд Норвегії вступив через рік. Усі уряди п’яти скандинавських держав беруть участь у спільній рекламній діяльності в Сполучених Штатах через Скандинавську туристичну раду Північної Америки.

## Джерело
- Э.О'Делл. Скандинавия /Пер. с англ. В. В. Волковой и Д. Н. Ляликова. — М.:Изд-во иностранной литературы, 1962. — С. 5-6.